# Dialeto lop
Lop, também conhecido como Lop Nor ou Lop Nur, é uma língua falada em Lop County, em Sinquião, China.
Lop pertence ao ramo Karluk de línguas turcas, junto com o uigur e Uzbeque. Seu status como uma língua distinta do uigur é contestado. Embora tenha algumas características que o diferem do padrão uigur, é considerado por alguns linguistas como um dos seus dialetos.